# Хайтани, Кэндзиро
Хайтани Кэндзиро (яп. 灰谷健次郎 Хайтани Кэндзиро:, 31 октября 1934, Кобе — 23 ноября 2006) — японский детский писатель.

## Биография
Родился 31 октября 1934 года в городе Кобэ, о. Хонсю, Япония.
Вырос в очень бедной семье, во время обучения в средней школе подрабатывал сварщиком. После школы поступил в Университет Осака Гакугэй (ныне Университет Осака Кёику). Учился на преподавателя начальной школы. Проработал 17 лет по профессии в своём родном городе. После путешествовал по Окинаве и другим частям Азии. В 1974 году дебютировал в мире детской литературы со своим романом «Взгляд кролика». Умер Хайтани в 72 года 23 ноября 2006 года от рака пищевода. По его желанию никаких отпеваний не проводилось.